# 3871-es busz
A 3871-es jelzésű autóbuszvonal egy Sárospatakról Pálházára közlekedő helyközi járat, amelyet a Volánbusz Zrt. üzemeltet munkanapokon, Sátoraljaújhely érintésével.

## Útvonala
Sárospatak vasútállomásáról indul. A városban a Rákóczi útra hajt, melyen a 37-es főutat éri el. Az egykori Károlyfalva határában halad el, majd a vonal 11. kilométernél Sátoraljaújhelyre ér be. Keresztülhalad a belvároson és északnyugati irányban Széphalom felé hagyja el a szlovák határ menti települést. Alsóregmec bejárati útját érinti, melyet Mikóháza követ. Szomszédos községét, Vilyvitányt csak súrolja, ezután éri el Magyarország legkisebb városát, Pálházát. A városházájánál végállomásozik.
Ellentétes irányban nincs indítása.

## Közlekedése
Munkanapokon egy indítása van Sárospatakról. Teljes hosszában a 3870-es vonalon halad, mindössze azért különbözik a számozása, mert egyetlen környékbeli faluba, helyszínre sem tér ki. Miskolc felől vasúti csatlakozása van.
| Útvonal                        | Indításszáma | Közlekedése  |
| ------------------------------ | ------------ | ------------ |
| Sárospatak, vá. ➝ Pálháza, vh. | 1 oda        | munkanapokon |

## Megállóhelyei
| 0  | Sárospatak, vasútállomás végállomás  | 0.0 km  | 1449 3729, 3869, 3870, 3872, 3873, 3875, 3878, 3879, 3880, 3881, 3882, 3883, 3884, 3885, 3886, 3888, 3889, 3930 Füzér InterCity, Zemplén InterCity, személyvonat – Sárospatak [80.] |
| 1  | Sárospatak, gimnázium                | 0.6 km  | 1449 3729, 3869, 3870, 3930 |
| 2  | Sárospatak, Kazinczy utca            | 1.4 km  | 1449 3729, 3869, 3870, 3930 |
| 3  | Végardói elágazás                    | 3.3 km  | 1449 3729, 3870, 3930 |
| 4  | Károlyfalva bejárati út              | 5.5 km  | 1449 3729, 3870, 3909, 3930 |
| 5  | Köveshegy                            | 6.8 km  | 1449 3729, 3870, 3909, 3930 |
| 6  | Várhegyi szőlők                      | 7.4 km  | 3870, 3930 |
| 7  | Várhegy                              | 9.3 km  | 1449 3729, 3870, 3909, 3930 |
| 8  | Sátoraljaújhely, telefongyár         | 10.8 km | 1449 3729, 3870, 3909, 3930 |
| 9  | Sátoraljaújhely, Kossuth utca 33.    | 11.2 km | 1449 3870, 3900, 3901, 3903, 3907, 3909, 3919, 3920, 3923, 3924, 3925, 3929, 3930                                                                                                   |
| 10 | Sátoraljaújhely, Hősök tere          | 11.6 km | 1449 3870, 3900, 3901, 3903, 3907, 3909, 3919, 3920, 3923, 3924, 3925, 3929, 3930                                                                                                   |
| 11 | Sátoraljaújhely, Vasvári Pál utca    | 12.2 km | 1449 3870, 3900, 3901, 3903, 3907, 3929, 3930 |
| 12 | Sátoraljaújhely, közgazdasági iskola | 12.9 km | 1449 3870, 3900, 3901, 3903, 3907, 3929, 3930 |
| 13 | Sátoraljaújhely, Kazinczy utca 70.   | 13.4 km | 1449 3870, 3900, 3901, 3903, 3907, 3929, 3930 |
| 14 | Sátoraljaújhely, Kazinczy utca 70.   | 14.3 km | 1449 3870, 3900, 3901, 3903, 3907, 3929, 3930 |
| 15 | Sátoraljaújhely, torzsás             | 14.6 km | 1449 3870, 3900, 3901, 3903, 3907, 3929, 3930 |
| 16 | Sátoraljaújhely, Tesco               | 15.0 km | 3870, 3900, 3901, 3903, 3907, 3929, 3930 |
| 17 | Sátoraljaújhely, Mezőgép Vállalat    | 16.8 km | 3870, 3900, 3901, 3903, 3907, 3929, 3930 |
| 18 | Széphalom, autóbusz-váróterem        | 17.6 km | 3870, 3900, 3901, 3903, 3907, 3929, 3930 |
| 19 | Alsóregmeci elágazás                 | 20.1 km | 3870, 3900, 3901, 3903, 3929, 3930 |
| 20 | Mikóháza, temető                     | 21.7 km | 3870, 3900, 3901, 3903, 3929, 3930 |
| 21 | Mikóháza, vegyesbolt                 | 22.3 km | 3870, 3900, 3901, 3903, 3929, 3930 |
| 22 | Vilyvitányi elágazás                 | 23.6 km | 3870, 3900, 3901, 3903, 3929, 3930 |
| 23 | Vilyipuszta bejárati út              | 25.3 km | 3870, 3900, 3901, 3903, 3929, 3930 |
| 24 | Füzérradvány, kastélykerti elágazás  | 26.6 km | 3870, 3900, 3901, 3903, 3929, 3930 |
| 25 | Kovácsvágási elágazás                | 27.7 km | 3870, 3900, 3901, 3903, 3929, 3930 |
| 26 | Pálháza, autóbusz-váróterem          | 28.5 km | 3870, 3900, 3901, 3903, 3929, 3930 |
| 27 | Pálháza, városháza végállomás        | 29.2 km | 3900 |